# Чертков, Михаил Иванович
Михаи́л Ива́нович Чертко́в (2 (14) августа 1829 — 19 октября 1905) — русский генерал, участник Крымской и Кавказской войн, Воронежский, Волынский, Киевский и Варшавский генерал-губернатор, член Государственного совета.

## Биография
Происходил из старинного дворянского рода, известного с XVI века, был сыном шталмейстера Ивана Дмитриевича Черткова (1797—1865) от брака с баронессой Еленой Григорьевной урождённой Строгановой (1800—1832), дочерью обер-камергера, члена Государственного совета графа Г. А. Строганова. Родился в Петербурге,  крещен 17 августа 1829 года в Пантелеимоновской церкви, крестник своего деда Строганова и графини Н. В. Строгановой. 
Брат и сёстры: Александра (1827—1898, замужем за обер-гофмейстером бароном М. Л. Боде-Колычовым), Григорий (1828—1884, генерал-лейтенант, командир лейб-гвардии Преображенского полка, начальник 2-й гвардейской пехотной дивизии), Елена (1830—1922, её 1-й муж — действительный статский советник граф М. В. Орлов-Денисов, 2-й муж — член Государственного совета граф П. А. Шувалов), Софья (1832—1837).

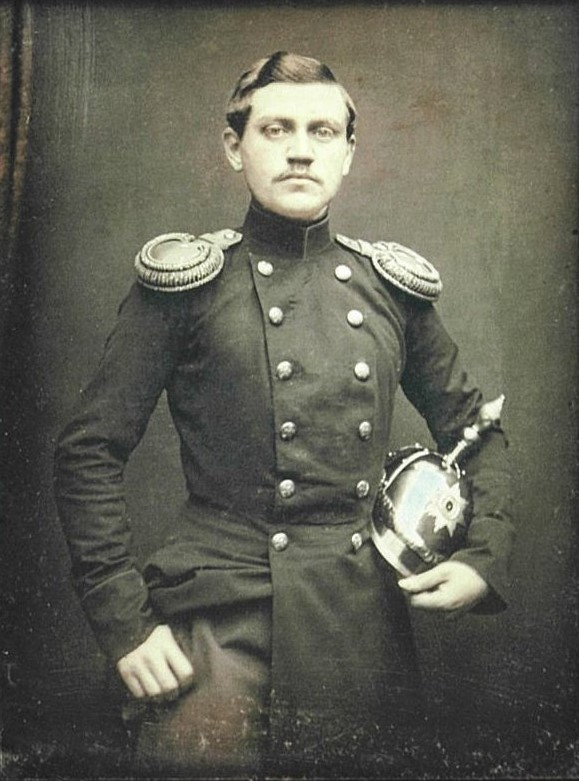
Чертков М.И., штаб-ротмистр лейб-гвардии Конного полка. Фото 1854 г.

Образование получил в Пажеском корпусе (зачислен в пажи 7 ноября 1837, принят в корпус 13 августа 1840), по окончании которого 13 июня 1848 года произведён в корнеты лейб-гвардии Конного полка и в следующем году принял участие в походе гвардии к западным границам России по случаю Венгерской войны. 6 декабря 1851 года произведён в поручики; в январе 1854 назначен ординарцем при командующем Гвардейским и Гренадерским корпусами наследнике цесаревиче великом князе Александре Николаевиче и 11 апреля того же года произведён в штабс-ротмистры.
Во время Крымской войны был назначен в состав войск, охранявших побережье Балтийского моря от возможного десанта англо-французов. В кампании 1854 года находился в Петергофском отряде. Пожалованный 17 апреля 1855 года во флигель-адъютанты, был командирован в распоряжение командующего войсками в Финляндии графа Ф. Ф. Берга и за отличие при отражении вражеской бомбардировки крепости Свеаборг награждён 26 августа 1855 года орденом св. Анны 3-й степени с мечами и бантом. В ноябре того же года находился в Воронежской губернии для наблюдения за рекрутским набором.
26 августа 1856 года произведён в ротмистры и командирован в распоряжение главнокомандующего Кавказской армией князя А. И. Барятинского. В кампании 1857 года командовал 3-м батальоном Виленского пехотного полка и принимал участие в боевых действиях в Большой Чечне: 20 января был в бою при взятии штурмом аула Оспан-Юрт, 23 января — в перестрелке у аула Гельдинген. В марте находился в бою на реке Басс и участвовал в постройке Шалинского укреплённого лагеря. 6 сентября 1857 года за отличие в кампании предыдущего года произведён в полковники и переведён в Кабардинской пехотный полк.
С 30 апреля 1858 года командовал Куринским пехотным полком; был в многочисленных стычках и перестрелках с горцами, особенно в июле, августе и декабре: 1 июля — при переправе через ущелье Ярыш-Марды, 3 июля — при рубке просеки по течению Аргуна, 8 июля — при взятии аула Большая Варанда и на следующий день — в штурме Варандинского леса, в конце июля — при рубке просеки от Аргунского укрепления, 5 августа — при рубке просеки на горе Гаккой-Лам, 19 августа — близ аула Халикале, 21 августа — при обороне аула Итум-Кали, 22 декабря — при рубке леса на Бассе, с 26 по 31 декабря — при взятии многочисленных завалов во время прокладки дороги к аулу Агашты и его занятии. За отличие против горцев в бою 4 июля 1858 года на горе Меским-Дук 22 апреля 1859 года награждён орденом св. Владимира 4-й степени с мечами и бантом.
В кампании 1859 года командовал отдельным отрядом, действующим в Ичкерии. В феврале во главе своего отряда принимал деятельное участие в занятии аула Ведено и за ряд отличий и распорядительность в ходе этой труднейшей операции был награждён 27 мая орденом св. Георгия 4-й степени (№ 10146 по списку Григоровича — Степанова)
В воздаяние за отличие в деле при ауле Ведень, 8 Февраля 1859 года, где, начальствуя 4 баталионами, под сильнейшим огнём неприятеля, сбил Горцев с гребня Декен-Дукских высот.

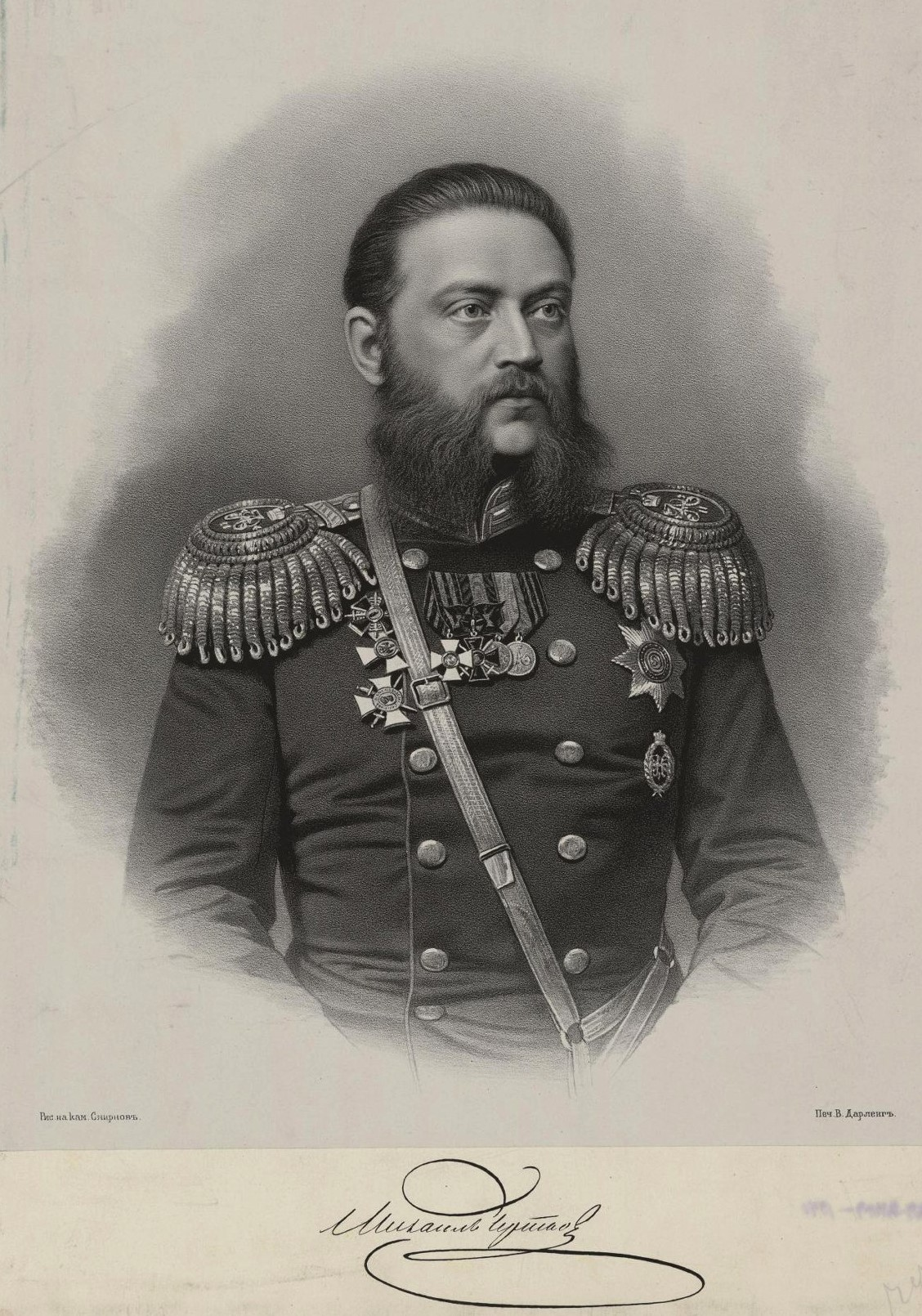
Чертков М.И. в звании генерал-майора. 1860

За многочисленные отличия в кампании 1859 года также награждён орденом св. Анны 2-й степени с мечами.
В кампанию 1860 года Куринский полк был переведён на Кубань и вошёл в состав Шапсугского отряда, действия куринцев и их полкового командира были особо заметны при штурме аула Кабаниц в начале мая; после этой операции Куринский полк был возвращён в Чечню и в сентябре отличился в штурме аула Беной. 17 октября 1860 за отличие в делах против горцев в Кубанской области Чертков был произведён в генерал-майоры с назначением в Свиту Его Вличества и зачислен по армейской пехоте с увольнением от должности командира полка.
В феврале 1861 года был командирован в Новгород для объявления Манифеста об освобождении крестьян. 12 апреля 1861 года назначен Воронежским военным губернатором и управляющим гражданской частью. Управление Чертковым Воронежской губернией совпало с Крестьянской реформой, и на его долю выпало как осуществление реформы, так и борьба с дореформенными порядками. За успешное проведение крестьянской реформы во вверенной ему губернии награждён 1 января 1863 года орденом св. Станислава 1-й степени.
8 января 1864 назначен Волынским военным губернатором, каковую должность занимал до 5 мая 1866 года, когда был уволен в отпуск на 11 месяцев; 1 января 1865 награждён орденом св. Анны 1-й степени и 9 мая 1866 года — орденом св. Владимира 2-й степени.

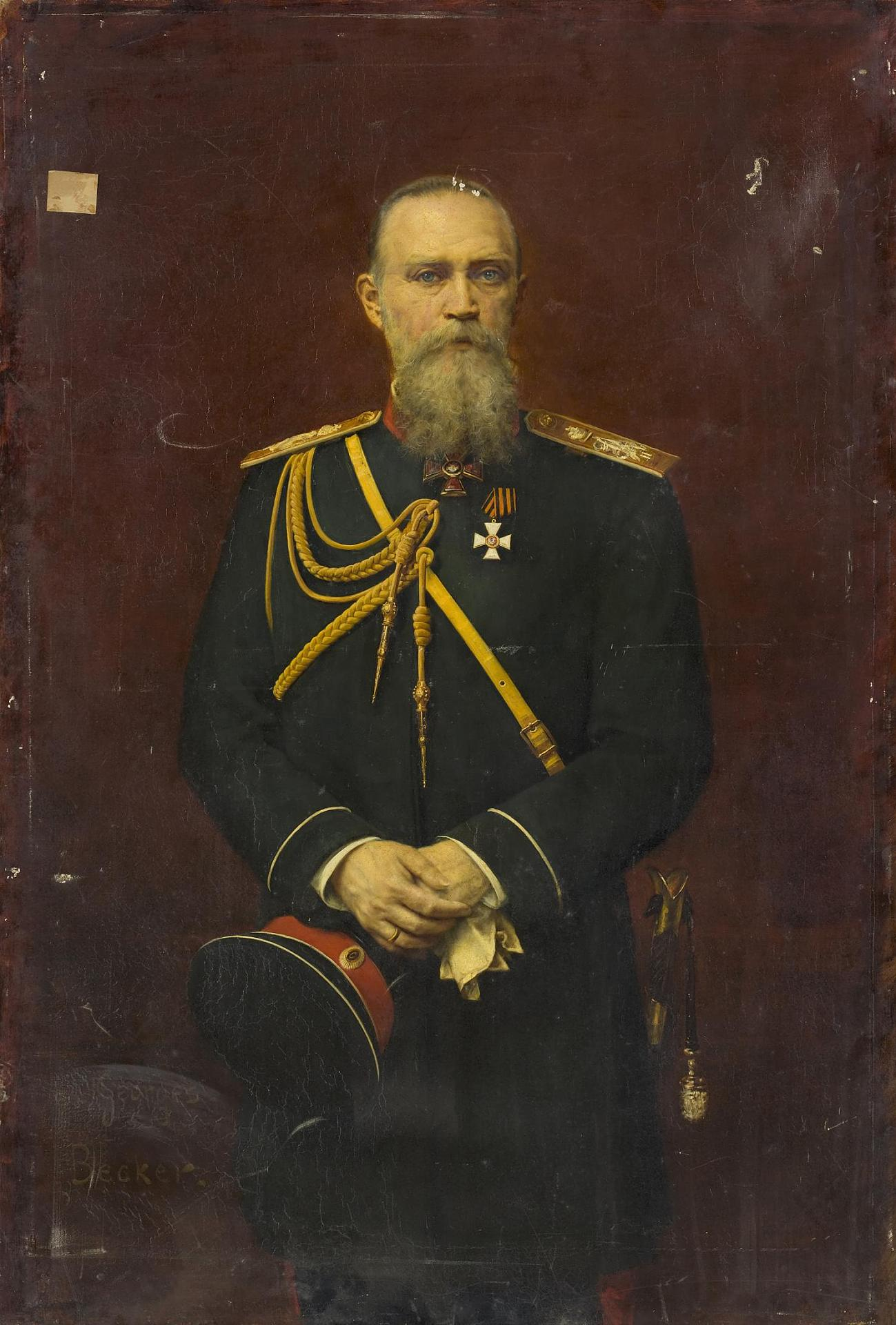
Портрет генерала Михаила Ивановича Черткова, 1889

5 сентября 1867 назначен помощником по гражданской части Виленского, Ковенского, Гродненского и Минского генерал-губернатора и главного начальника Витебской и Могилёвской губерний. 2 марта 1868 года произведён в генерал-лейтенанты и назначен наказным атаманом Донского казачьего войска и управляющим областью Войска Донского. Во время его управления войском совершилось торжественное празднование 300-летнего юбилея Донского казачьего войска; срочные земельные участки донских чиновников обращены в потомственную собственность. 31 июля 1869 года пожалован в генерал-адъютанты, 21 мая 1870 года награждён орденом Белого Орла, 14 августа 1872 года получил орден св. Александра Невского. 14 апреля 1874 года уволен в отпуск.
Во время русско-турецкой войны 1877—1878 гг. сопровождал императора Александра II в Кишинёв и в действующую армию. С 13 сентября 1877 года временно исполнял должность Киевского, Подольского и Волынского генерал-губернатора, 17 декабря того же года Черткову были пожалованы алмазные знаки к ордену св. Александра Невского; 16 апреля 1878 года утверждён в занимаемой должности; с 15 сентября 1878 года дополнительно был утверждён в должности командующего войсками Киевского военного округа.
13 января 1881 года назначен членом Государственного совета с увольнением от занимаемых ранее должностей, входил в состав Особого совещания для рассмотрения вопросов реорганизации военного управления. 15 мая 1883 года, в день коронации императора Александра III, произведён в генералы от кавалерии. 1 января 1889 года получил орден св. Владимира 1-й степени, 13 июня 1898 года по случаю 50-летия службы в офицерских чинах награждён орденом св. Андрея Первозванного.
С 24 марта 1901 года состоял Варшавским генерал-губернатором и командующим войсками Варшавского военного округа. 17 февраля 1905 уволен с поста генерал-губернатора и назначен состоять при Особе Его Императорского Величества. Умер 19 октября 1905 года в Париже, где находился на излечении. Похоронен в г. Кагарлык, Киевской области.

## Семья
Жена (с 1864 года) — Ольга Ивановна Гулькевич-Глебовская (1840—1912), по первому браку — Верещагина; кавалерственная дама ордена св. Екатерины меньшого креста. По словам современника, была весьма забавной дамой и при том положительной красавицей. Будучи губернатором в Воронеже, Чертков влюбился в Ольгу Ивановну, развел её с мужем и женился на ней. От первого брака у неё были сын Василий и дочь Мария (жена С. Г. Коваленского, директора департамента полиции); во втором браке имела двух дочерей:
- Елена (1865—1955), с замужем за директором Эрмитажа обер-церемониймейстером графом Д. И. Толстым.
- Татьяна (1868—1944), замужем за камергером генерал-лейтенантом князем Н. Н. Гагариным.

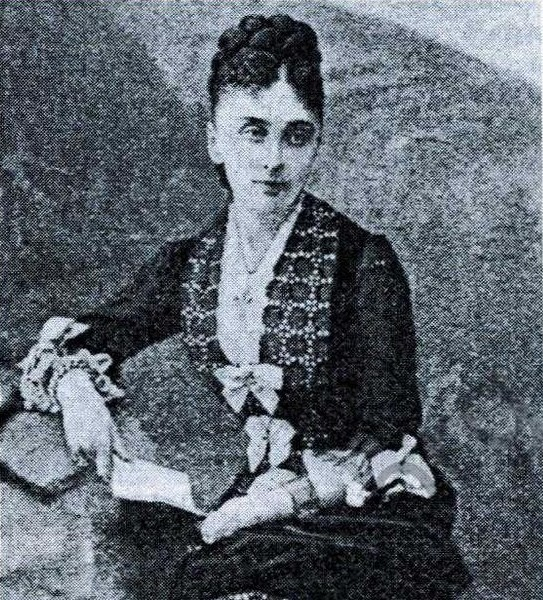
Ольга Ивановна Черткова, ур. Гулькевич-Глебовская (1870-е)
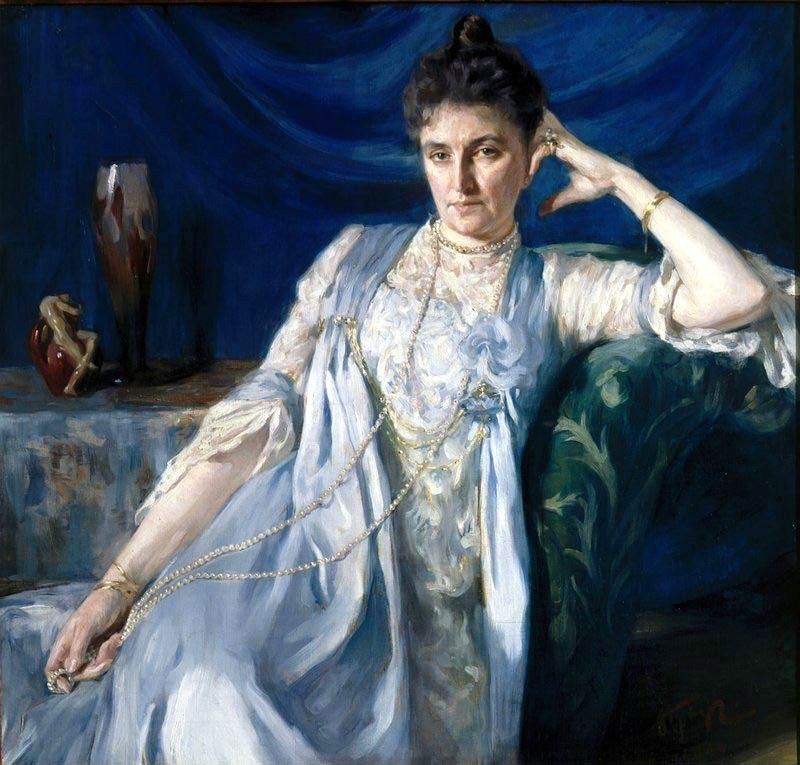
дочь Елена Толстая (1900)
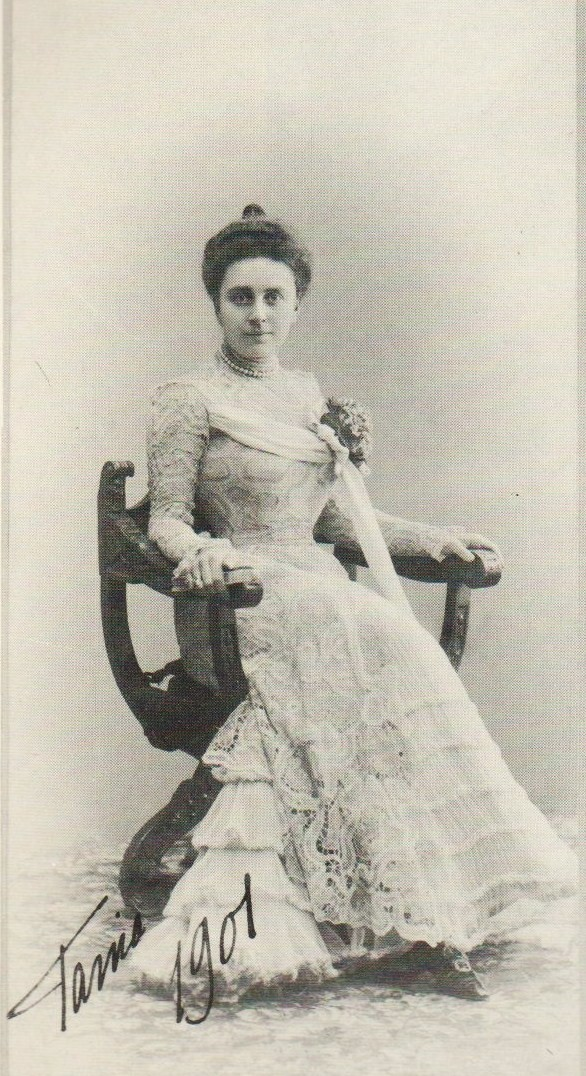
дочь Татьяна Гагарина (1901)

## Военные чины
- Корнет (13.01.1848)[3]
- Поручик (06.12.1851)
- Штабс-ротмистр (11.04.1854)
- Флигель-адъютант (1855)
- Ротмистр (26.08.1856)
- Полковник (06.09.1857)
- Генерал-майор Свиты (17.10.1860)
- Генерал-лейтенант (02.03.1868)
- Генерал-адъютант (1869)
- Генерал от кавалерии (15.05.1883)

## Награды
- Орден Святой Анны 3-й ст. с мечами и бантом (1855)[3]
- Орден Святого Владимира 4-й ст. с мечами и бантом (1859)
- Орден Святого Георгия 4-й ст. (1859)
- Орден Святой Анны 2-й ст. с мечами (1860)
- Орден Святого Станислава 1-й ст. (1863)
- Орден Святой Анны 1-й ст. (1865)
- Орден Святого Владимира 2-й ст. с мечами (1866)
- Орден Белого Орла (1870)
- Орден Святого Александра Невского (1872)
- Алмазные знаки к Ордену Святого Александра Невского (1877)
- Орден Святого Владимира 1-й ст. (1889)
- Орден Святого Андрея Первозванного (1898)

иностранные:
- Прусский Орден Красного Орла 2 ст. (1858)
- Гессен-Дармштадтский Орден Филиппа Великодушного 1 ст. (1858)
- Австрийский Орден Леопольда большой крест (1875)
- Персидский Орден Льва и Солнца 1 ст. (1878)
- Румынский Железный Крест (1878)
- Нидерландский Орден Золотого льва 1 ст. (1881)
- Бельгийский Орден Леопольда I 1 ст. (1881)
- Гессен-Дармштадтский Орден Людвига 1 ст. (1881)
- Баденский Орден Бертольда I 1 ст. (1881)
- Французский Орден Почетного Легиона большой крест (1895)
- Французский Орден Академических пальм офицер народного просвещения (1895)
- Бриллиантовые знаки к австрийскому Ордену Леопольда большой крест (1897)

## Память
- В честь Михаила Ивановича Черткова назван посёлок в Ростовской области — Чертково. В центре Привокзальной площади установлен бюст М. И. Черткову.
- Песня Куринского 79-го пехотного полка посвящена М. И. Черткову — «Воспоминание о генерале Черткове»[4].